# Williams (Mondkrater)
Williams ist ein Einschlagkrater auf der nordöstlichen Mondvorderseite, am Nordrand des Lacus Somniorum, westlich des Kraters Cepheus und südlich von Hercules.
Der Kraterrand ist stark erodiert und im nördlichen Teil von Lava überflutet.
| Buchstabe | Position           | Durchmesser | Link |
| --------- | ------------------ | ----------- | ---- |
| F         | 43,57° N, 38,16° O | 6 km        |      |
| M         | 41,25° N, 38,8° O  | 6 km        |      |
| N         | 42,1° N, 36,41° O  | 5 km        |      |
| R         | 42,48° N, 38,34° O | 4 km        |      |

Der Krater wurde 1935 von der IAU nach dem englischen Amateurastronomen Arthur Stanley Williams offiziell benannt.